# Chris Shiflett
Christopher Aubrey "Chris" Shiflett, född 6 maj 1971 i Santa Barbara, Kalifornien, USA, är en amerikansk musiker, känd som gitarrist i rockbandet Foo Fighters. Han har tidigare spelat i No Use for a Name och gick med i Foo Fighters 1999 efter att albumet There Is Nothing Left to Lose släppts, då han ersatte Franz Stahl. Han är även gitarrist i coverbandet Me First and the Gimme Gimmes, det egna sidoprojektet Jackson United samt i Viva Death, där han spelar med sin bror Scott Shiflett.

## Diskografi

### Soloalbum
- 2017 – West Coast Town
- 2019 – Hard Lessons

### No Use for a Name
- 1997 – Making Friends
- 1999 – More Betterness!

### Me First and the Gimme Gimmes
- 1997 – Have a Ball
- 1999 – Are a Drag
- 2001 – Blow in the Wind
- 2003 – Take a Break
- 2004 – Ruin Jonny's Bar Mitzvah (live)
- 2006 – Love Their Country
- 2008 – Have Another Ball
- 2011 – Go Down Under
- 2011 – Sing in Japanese
- 2014 – Are We Not Men? We Are Diva!

### Foo Fighters
- 2002 – One by One
- 2005 – In Your Honor
- 2005 – Skin and Bones (live)
- 2007 – Echoes, Silence, Patience & Grace
- 2011 – Wasting Light
- 2014 – Sonic Highways
- 2017 – Concrete and Gold
- 2021 – Medicine at Midnight

### Jackson United
- 2004 – Western Ballads
- 2008 – Harmony and Dissidence

### Chris Shiflett & The Dead Peasants
- 2010 – Chris Shiflett & The Dead Peasants
- 2013 – All Hat and No Cattle